# Teoklit (Lambrinakos)
Teoklit, imię świeckie Dimitrios Lambrinakos (ur. 10 lutego 1967 w Atenach) – duchowny Greckiego Kościoła Prawosławnego, od 2017 metropolita Stagoni i Meteory.

## Życiorys
W 1988 został wyświęcony na diakona. Święcenia kapłańskie przyjął w 1989. Chirotonię biskupią otrzymał 6 października 2017.